# Genotyp

Här illustreras relationen mellan genotyp och fenotyp för kronbladens färg på en ärtväxt. Bokstaven B representerar en gen som ger lila färg. Motsvarigheten b är en variant av samma gen, men denna variant ger inte den lila färgen. Diagrammet visar vilka kombinationer av genvarianter som kan bildas vid en viss korsning, och vilken färg blomman får vid respektive kombination.

Genotypen är en individs exakta genetiska egenskaper (dess genom), vanligen i form av DNA. Allt friskt DNA innehåller ett "recept" för hur den så kallade fenotypen ska formas. Om två individer har identisk genotyp kallas de isogena. (Detta förhållande kan observeras hos bland annat kloner och enäggstvillingar.)
Ofta talar man om en individs genotyp med avseende på en viss gen. Hos polyploida individer anger genotypen vilken kombination av alleler (genvarianter) individen bär på. En viss gen bestämmer vanligen en observerbar förändring i en organism, fenotypen. 
Det finns två viktiga skäl att skilja mellan begreppen genotyp och fenotyp: 
1. För att skilja mellan olika sätt att få kunskap om organismen (man kan ta reda på genotypen genom att studera DNA; man kan ta reda på fenotypen genom att studera det yttre utseendet).
2. Genotyp och fenotyp är inte alltid direkt härledbara från varandra. En del gener uttrycks endast under vissa förhållanden (i miljön) som en viss fenotyp. I den andra riktningen, från fenotyp till genotyp, gäller att vissa fenotyper kan vara resultatet av flera olika genotyper.

## Genotyper i icke-biologiska sammanhang
Inom datavetenskapen har man, inspirerade av det biologiska begreppet, använt simulerade genotyper i evolutionär programmering (till exempel genetiska algoritmer och genetisk programmering). Med sådana tekniker har man utvecklat goda lösningar på många mycket svåra problem, särskilt optimeringsproblem. 